# Johann Peter Lamy
Johann Peter Lamy (* um 1760 in Hüningen; † nach 1838) war ein französischer Maler, Stichverleger und Kunsthändler, der zwischen 1791 und 1838 in Bern tätig war.

## Leben

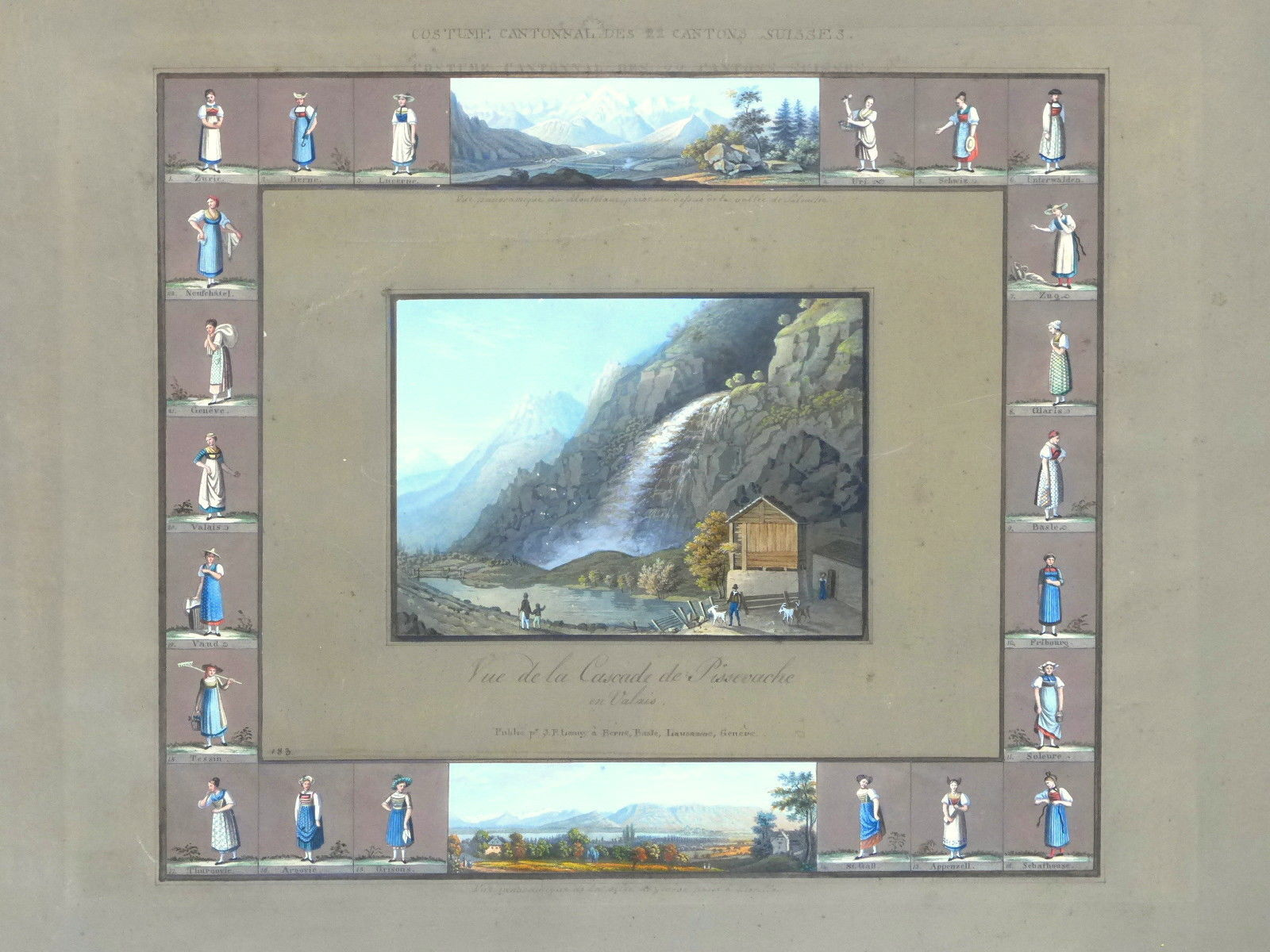
Johann Peter Lamy (Herausgeber): Vue de la Cascade de Pissevache, kolorierte Umrissradierung um 1825.

Über die Lebensumstände, des europaweit bekannten Berner Verlegers Johann Peter Lamy ist wenig bekannt. In der Kunstliteratur wird zumeist der Tätigkeitszeitraum in Bern fälschlicherweise mit den Lebensdaten gleichgesetzt. Sicher ist lediglich, dass der aus Hüningen stammende Flachmaler Johann Peter Lamy 1791 in Bern einen Kunstverlag eröffnete. Zu seinen eigenen Arbeiten beschäftigte und förderte Johann Peter Lamy insbesondere Schweizer und  deutsche Künstler wie Franz Niklaus König, Markus Dinkel, Hieronymus Hess, Christian Meichelt, Heinrich Meichelt, Johann Heinrich Schilbach, aber auch Ausnahmeerscheinungen wie Gottfried Mind. Bekannt und geschätzt wurde der Verlag durch seine leuchtend kolorierten Schweizer Trachten und Landschaftsfolgen, die mitunter kombiniert wurden. Johann Peter Lamy betrieb nach 1800 Zweiggeschäfte in Basel, Lausanne und Genf. 1838 verließ Johann Peter Lamy Bern. Der Verlag wurde unter seinem Namen bis 1839 weitergeführt. Die Sterbedaten Lamys sind nicht bekannt.

## Herausgegebene Werke (Auswahl)
- Johann Heinrich Schilbach: Souvenirs Suisse, 1818.
- Gottfried Mind: Oeuvre de Geofroi Mind de Berne recueilli de différens Cabinets particuliers, 1818.
- Christian Meichelt nach Markus Dinkel und Johann Emanuel Locher: Recueil de portraits et costumes Suisses des 22 cantons accompagné d'un supplément, 1820–1829, 1820.
- Johann Emanuel Locher: Collection générale des Costumes de toute la Suisse, um 1825.
- Joseph-Eugène Desvernois et al.: Voyage dans l'Oberland bernois, 1830.